# Kapelle Mariä Opferung (Amerlügen)

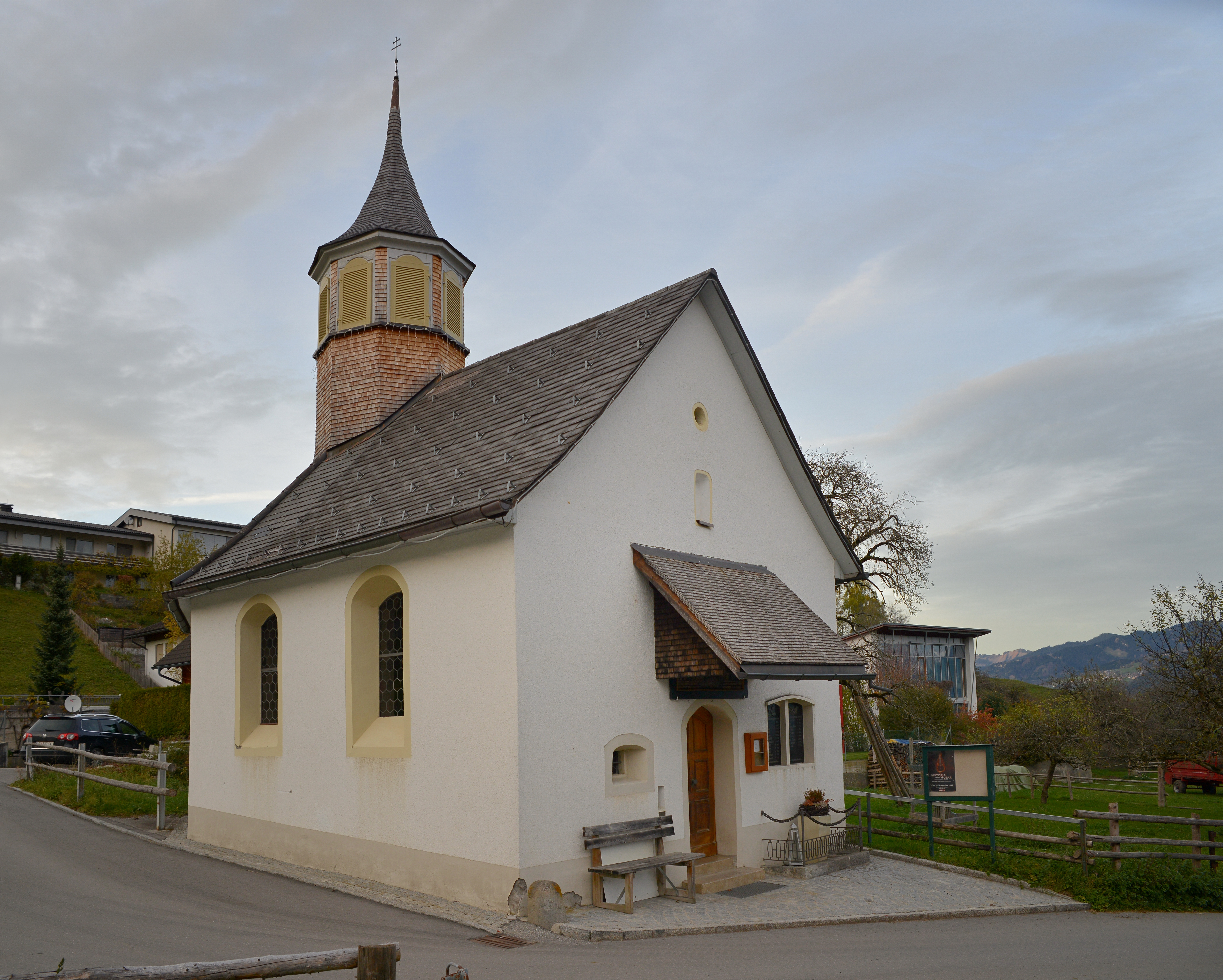
Kappel Mariä Opferung in Frastanz, Amerlügen

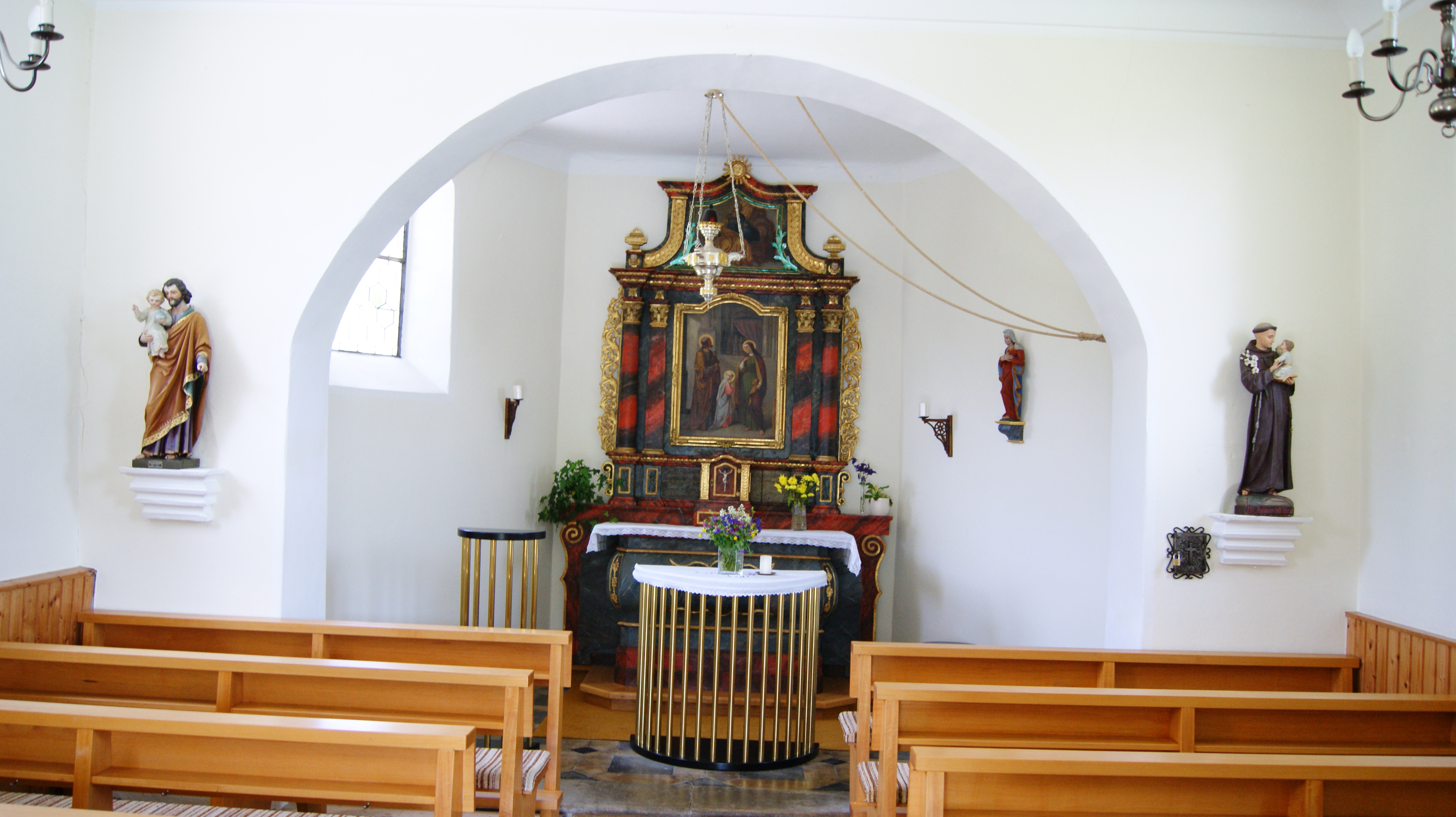
Chorraum/Altar/Hochaltar

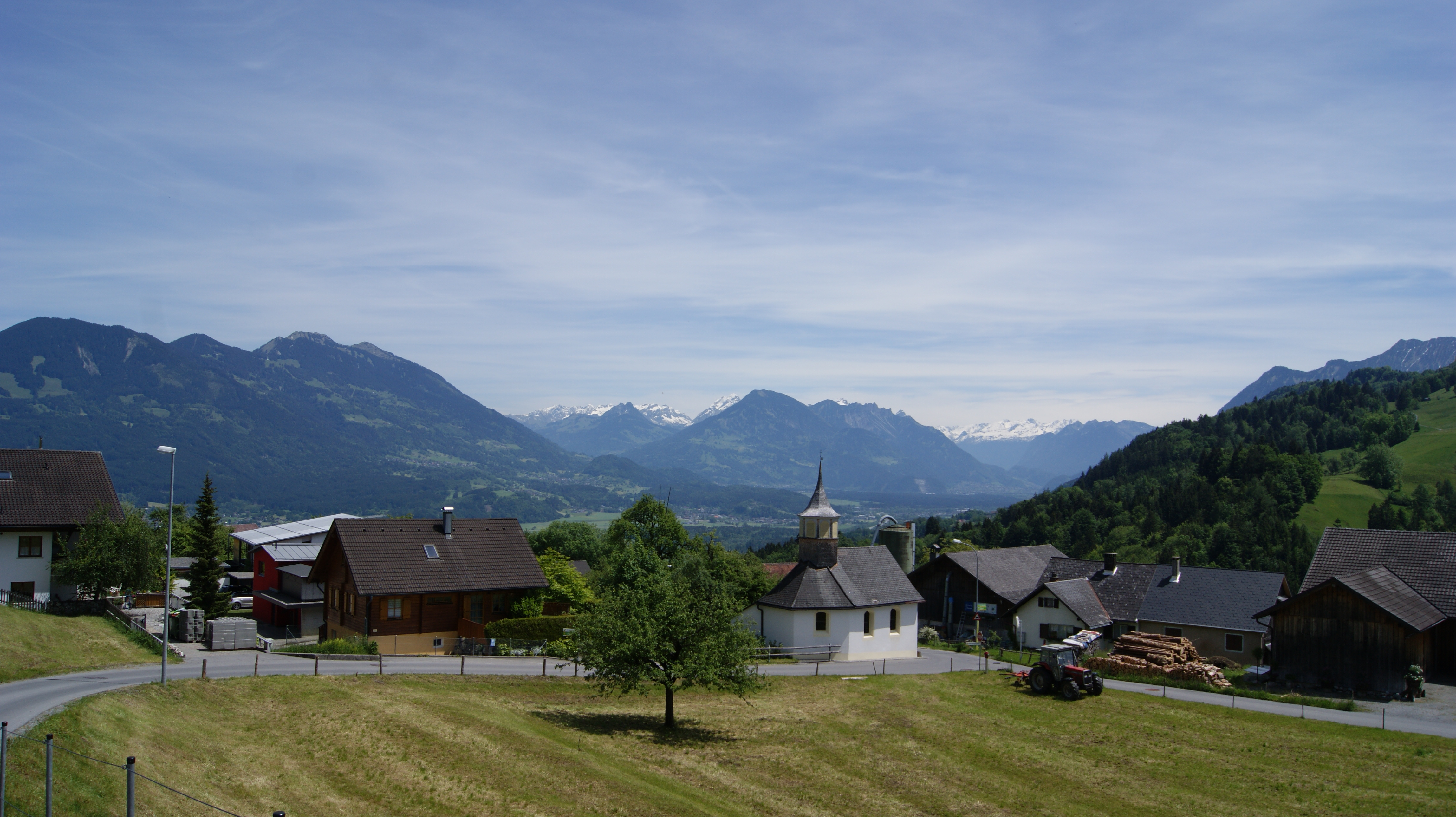
Blick über Amerlügen in den Walgau

Die römisch-katholische Kapelle Mariä Opferung (762 m ü. A.) steht im Ortsteil Amerlügen der Marktgemeinde Frastanz im Bezirk Feldkirch in Vorarlberg. Sie ist der Muttergottes geweiht und gehört zur Pfarrkirche Frastanz und damit zum Dekanat Feldkirch in der Diözese Feldkirch. Das Bauwerk aus dem Jahr 1819 steht unter Denkmalschutz.

## Geschichte
Vor der heutigen Kapelle bestand hier ein Bildstock aus dem Jahr 1736. 1819 wurde dann der heutige Bau errichtet. Die Kapelle wurde 1928 restauriert und es wurden zwei neue Glocken aufgezogen.

## Kirchenbau
Außenbeschreibung
Es handelt sich um einen Bau mit rechteckiger Grundform mit 8,40 × 6,60 m und Südost/Nordwest-Ausrichtung. Nordwestlich (Altar) sind die Außenwände abgeschrägt. Die einfache Holztüre und der geschindelte Glockendachreiter auf dem Satteldach mit achteckigem Giebelspitzhelm befinden sich nordwestlich. Auf der rechten Seite (nordöstlich) befindet sich eine angebaute Sakristei.
Innenbeschreibung
Der Betraum ist mit mehreren Fenstern ausgestattet und hat eine flache Decke sowie eine eingezogene Chorwand. Die Kapelle bietet Raum für etwa 60 bis 70 Gläubige.

## Ausstattung
Die Kapelle ist innen einfach gestaltet. Es befindet sich darin ein zweisäuliger Hochaltar mit einem Bild vom Tempelgang Mariens aus etwa 1820. An der linken Chorbogenwand ist eine Statue des hl. Josef mit Jesuskind von einem Bildhauer aus St. Ulrich in Gröden (etwa Anfang 20. Jh., möglicherweise des Bildhauers Ferdinand Stuflesser). An der rechten Chorbogenwand findet sich eine Statue des hl. Antonius etwa aus dem 19. Jh.